# Mouha Ou Hammou Zayani
Pour les articles homonymes, voir Zayani.
Mouha Ou Hammou Zayani (en tamazight : ⵎⵓⵃⴰ ⵓ ⵃⵎⵎⵓ ⴰⵥⴰⵢⵢⵉ / Muḥa u Ḥemmu Aẓayyi) ou Mohammed ou Hammou ben Akka ben Ahmed dit aussi Amahzoune ben Moussa était un chef tribal (Amghar) indépendant de l'Etat Marocain Alaoui , il a joué un rôle important dans l'histoire du Maroc.
Au début du XXe siècle, il était à la tête de la résistance zayane contre l'armée coloniale française. Il avait réussi à mettre en échec les tentatives d'attaques militaires et de réconciliations pacifiques par l'intermédiaire des caïds soumis ou les personnalités influentes, le but affiché est d'obtenir la soumission du Zayani et de mettre fin à la dissidence du bloc Zayane par tous les moyens. L'affaire des Zayanes fut dirigée soigneusement en personne par le général Lyautey et ses collaborateurs notamment le général Henrys, installés à Meknès.
Sa renommée remonte à la suite de la victoire du contingent Zayane, lors de la bataille d'Elhri : une mésaventure suicidaire menée par le colonel Laverdure aux ambitions démesurées qui avait agi contrairement aux instructions de l'état-major, qui voulait éviter l'affrontement direct avec le chef zayani, le bilan s'avère catastrophique des deux côtés.
Le 27 mars 1921, à l'âge de 80 ans, il combattit héroïquement face aux troupes françaises commandées par le général Poeymirau et mourut sur le champ de bataille de Taoujgalte à Azelag N'Tazemourte,.
Sa mort mit fin au grand rêve berbère et à la liberté de son peuple, laissant derrière lui des fractures dans la structure socio-politique des tribus Zayanes,.
Aucun Français ne l’a vu vivant, et lui n'a vu des Français que des têtes coupées et des cadavres (Revue La vie au Maroc).
Le statut, l'indomptabilité et l'intraitabilité de Moha Ou Hammou lui ont notamment valu le surnom d'amghar des Zaïan et de Agamemnon des Zaïan.

## Émergence du clan Imahzane
Imahzane nom amazighe, pluriel d'Amahzoune (qui signifie un homme triste[réf. nécessaire]), attribué à la famille de Mouha Ou Hammou Zayani, qui avec son père Hammou Ben Akka, on assiste à la montée glorieuse du clan d'Imahzanes, depuis leur hégémonie sur Khénifra après avoir chassé la tribu des Ait Affi, une sous tribu Zayane nommée Ait Bouhaddou. Depuis lors, les Imahzanes seront soutenus militairement par les Alaouites, surtout avec le sultan Moulay Hassan 1er, qui adopta une politique de réconciliation avec les Ait Oumalous (Béni M'Guild, Zayan) dans le but de soumettre les tribus dissidentes notamment les Imhaouchen et les Ichkern s d'Elkbab unis pour contrer la montée en puissance d'Imhzanes.
Le capitaine Coutard dans Revue d'infanterie France. Ministère de la guerre (1791-1936) écrivait « Les Zayanes sont plus d'un demi-siècle sous la férule sévère de Mouha Ou Hammou et ses fils et de ses neveux (....) ».

## Biographie

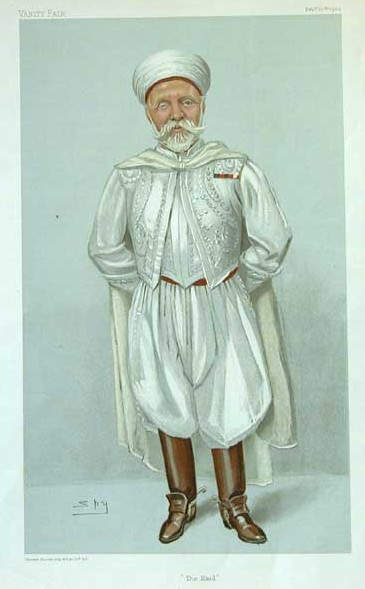
Sir Harry Aubrey de Maclean, caïd au service du sultan Hassan Ier

Né vers 1855à Khénifra, Mouha Ou Hammou est issu d'une famille dont le père Hammou Ou Akka (connu aussi sous Haj Hammou) est venu probablement dans une expédition, parmi les soldats Mahalla chérifienne (force armée sultanienne ambulante), envoyés par le sultan de la dynastie alaouite Moulay Slimane en 1791 dans le cadre de la Harka (expédition militaire punitive menée par le sultan en personne), pour soumettre la tribu Ichkern (El Kbab) et la tribu Aït Soukhmane (Aghbalou), influencés par l'idéologie de la confrérie du marabout Sidi Ali Amhaouche hostile au gouvernement central du Makhzen.
Mouha Ou Hammou, Zayani d’origine arabe chérifienne, descend d’une lignée prestigieuse dont le nasab est le suivant :
Mohammed b. Hammou b. Aqqa b. Ahmed Amahzoune b. Moussa b. Saïd b. Abderrahmane b. Moussa b. Lahcen b. Saïd Ouïchou b. Abderrahmane b. Moussa b. Mohammed b. Yaâcoub b. Abdellah b. Moussa b. Safouan b. Yassar b. Moussa b. Slimane b. Yahya b. Youssi b. Aïssa b. Idriss II b. Idriss Ier b. Abdallah al-Kamil b. al-Hassan al-Muthanna b. al-Hassan, fils de ʿAlī et Fāṭima — cette dernière étant fille du prophète Mahomet.
En 1883, à l'âge de 20 ans, Mouha Ou Hammou remplaça rapidement son oncle qui était à la tête des tribus Zayane. Il s'était facilement imposé en tant que chef guerrier aux talents multiples, puis nommé caïd à l'âge de 23 ans par le sultan alaouite Moulay Hassan Ier à la suite de ses nombreuses prouesses stratégiques.
Mouha Ou Hammou El Harkati Zayani, est le fils de Hammou ou Akka. Ce dernier, après sa mort, laissa six fils et un gendre :   
1. Miaâami (fils ainé) ;
2. El Haj Haddou ;
3. El Haj Ali;
4. El Houssine ;
5. Ben Akka ;
6. Mouha Ou Hammou

.

Mouha Ou Hammou (parfois aussi "Zayani" ou "Ousaid") ben Akka ben Ahmed surnommé "Amahzoune ben Moussa", né vers 1855 dans la tribu des Aït Lahcen Ousaid, appartenant à la confédération des Zayanes des Ait Omalou, composée essentiellement des sous-tribus suivantes : 
- Aït Alla, Laffija
- Aït Bou Ichii ;
- Aït Khouya ;
- Aït Bouhou, de Talate Oumadgoune et de Taabite ;
- Aït Moussa, tribu de Mouha Ou Hammou ;
- Aït Chard ;
- Aït Maï ;
- Aït Boumazzoughe ;
- Aït Bouhamade (Ouzaghare) ;
- Ihbbarne ;
- Aït Boumzil ;
- Aït Ammou Aïssa ;
- Aït Bajji ;
- Aït Haddou Ouhammou ;
- Aït Bouhaddou.

En 1877 et à un jeune âge, Mouha Ou Hammou remplaça son oncle Said Ben Akka (mort dans une bataille contre la tribu rivale d'Ichkern) à la tête des tribus Zayanes, il s'est imposé en tant que chef guerrier incontestable, sa popularité ne cesse de s'affirmer en dehors de Khénifra. Sa renommée a eu un écho dans toute la région de Meknès, de la Chaouia et de Tadla ; les caïds et chefs des confréries imploraient sa protection.
En 1886, Il fut nommé caïd par dahir sur les Zayanes à Khénifra après avoir imposé sa domination aux tribus de son entourage. La nomination de Mouha ou Hammou au poste de caïd par le sultan Moulay Hassan I, fut sur proposition du marabout de Boujaad Sidi Ben Daoud Cherkaoui, sachant que cette fonction est symbolique, vu l'anarchie (Siba) qui régnait à Fazaz (Moyen Atlas central) : la présence de l'État marocain (le Makhzen) est inexistante avant l'arrivée de la Mehalla chérifienne (force armée sultanienne ambulante) du sultan Moulay Hassan.
Sa nomination en tant que caïd fait partie de la politique dite Guich (par altération du terme djich (troupe armée), une politique que les sultans Saâdiens et Alaouites pratiquèrent, elle consiste à placer un caïd, un pacha ou un chef militaire à la tête de chaque tribu ou groupement, dans le but de renforcer la présence de l'État (Makhzen), une pratique animée d’un très fort sentiment de l'« esprit de clan », ces chefs jouissaient de terrains attribués par le Makhzen en récompense de leur service de défense des intérêts du sultan : donc une armée forte composée des Abids El Boukhari dont la fonction initiale est la surveillance de Meknès face aux attaques des amazighes du Moyen Atlas. L'alliance de Mouha Ou Hammou avec Moulay Hassan I devait bientôt cesser. Dans cette perspective les chefs de tribus et de confréries amazighes (berbères) avaient une tendance à acquérir une large indépendance vis-à-vis du Makhzen, ils voyaient dans cette alliance une sorte de vassalité.
Selon le biographe Ahmed Belkacem Zayani Al Mansouri (1897-1965), (natif de Khénifra, de formation Quaraouite et disciple du religieux Abou Chouaïb Doukkali (1878-1937) : ministre de la justice et figure de proue du salafisme réformateur au Maroc), il fut le fils d'un chef militaire envoyé à Khénifra en 1879. Dans son manuscrit : (كباء العنبر من عظماء زيان وأطلس البربر), Ahmed Belkacem le décrit comme grand leader charismatique, militaire et politique, surnommé Amahzoune, l’invisible ou encore le lion des montagnes, il fut un obstacle à la mainmise coloniale sur le haut et le moyen Atlas. Malgré diverses promesses prodigieuses, le chef militaire de la région de Meknès, Henrys ayant envoyé le caïd Driss Ourahou Lamtiri d'Elhajeb en tant qu'émissaire pour gagner l'estime de Mouha ou Hammou. Déjà Lyautey avait échoué à le convaincre de se soumettre par l'intermédiaire des personnalités influentes au sein du Makhzen, en particulier le premier ministre Driss El Boukili et le Pacha de Boujaad Hadj Driss Cherkaoui.
Mouha ou Hammou refusa tout compromis et choisit de continuer la lutte armée, contraint de quitter la casbah (aujourd'hui défigurée) de Khénifra et d'Adekhssal pour se réfugier dans les montagnes où il mena des opérations de guérilla sporadique, une guerre d'usure sans réel impact militaire, prenant pour cible les légionnaires de Charles Mangin, et ce jusqu'à sa mort le 27 mars 1921 dans la bataille Taoujgalt à (Azelag N'Tazemourte). La mort de Mouha Ou Hammou fut ressentie comme une victoire sur le contingent dissident Zayan. Les Zayans soumis à la volonté coloniale furent d'ailleurs du combat. L'opération fut menée par le général Poeymirau.

### Engagement idéologique
L'entente cordiale entre la France et le Royaume-Uni signée le 8 avril 1904, est un simple accord destiné à aplanir les différends coloniaux entre les deux puissances, néanmoins, c'est ce consensus qui permettra à la France de signer deux accords avec le Maroc, offrant à celle-ci la possibilité d'avoir les mains libres d'agir conformément aux clauses des traités conclus. 
Le traité d'Algesiras (1906) et le traité de Fès du 30 mars 1912, reconnaissaient aux Français le droit de tutelle et d'intervention au Maroc, dans le cadre du programme militaire connu comme "la pacification du Maroc", et dont l'acteur principal fut le maréchal Lyautey. Après l'occupation d'Oujda et de Casablanca (en 1907) Mouha Ou Hammou Zayani s'engagea dans une guerre sainte orchestrée par les oulémas de l'école Al Quaraouiyine. La présence coloniale fut ressentie comme un acte humiliant vis-à-vis des Marocains en particulier par l'élite issue de l'université Al Quaraouiyine de Fès, dont les réformistes Abou Chouaïb Doukkali, et Mohammed Belarbi Alaoui, tous deux nourris de la pensée réformiste islamique (an-Nahda) prétendaient combattre les hérésies (bidaâ) et le charlatanisme des Zaouias. Ce projet réformiste se heurta à la pénétration coloniale.
Mouha Ou Hammou s'engage donc avec les oulémas dans la lutte contre le colonialisme. Quant à Abou Chouaïb, immédiatement après le traité de Fès, il démissionna de ses fonctions de ministre de la justice et regagna le camp des Zayans à Khénifra.
En plus de leurs propres convictions religieuses, les chefs de tribus et des confréries soufies au Maroc voyaient l'intervention de la France comme une menace pour leurs intérêts personnels.

En 1908, au cours de la pacification de la Chaouia, Mouha Ou Hammou avec d'autres chefs de tribu berbères notamment Sidi Ali Amhaouch, Mouha Ou Saïd Ouirra, et Akbli caïd des Ait Sgougou, décidèrent de former un bloc des puissants dans le but de faire face à l'avancée de diverses formations militaires françaises. Le djihad (guerre sainte) fut déclaré contre les chrétiens (Iroumines).

## Contexte historique
Le personnage de Mouha Ou Hammou ne peut être traité en dehors du contexte historique du Maroc au XIXe et XXe siècles. Au début du XXe siècle, dans le cadre colonial, la France, qui administre l'Algérie colonisée depuis 1830, se préoccupe de la sécurité de sa frontière avec le Maroc, tout en lorgnant sur ce pays. Le royaume chérifien était alors l'un des derniers pays non colonisés d'Afrique. Le Maroc précolonial se trouva aux prises avec une instabilité socio-politique interne récurrente, la convoitise européenne. Mouha Ou Hammou et le contingent Zayan se trouveront au cœur de cet affrontement (que l'on peut peut-être considérer comme un prototype de guerre de libération) connue sous le nom de « Guerre zayane ».

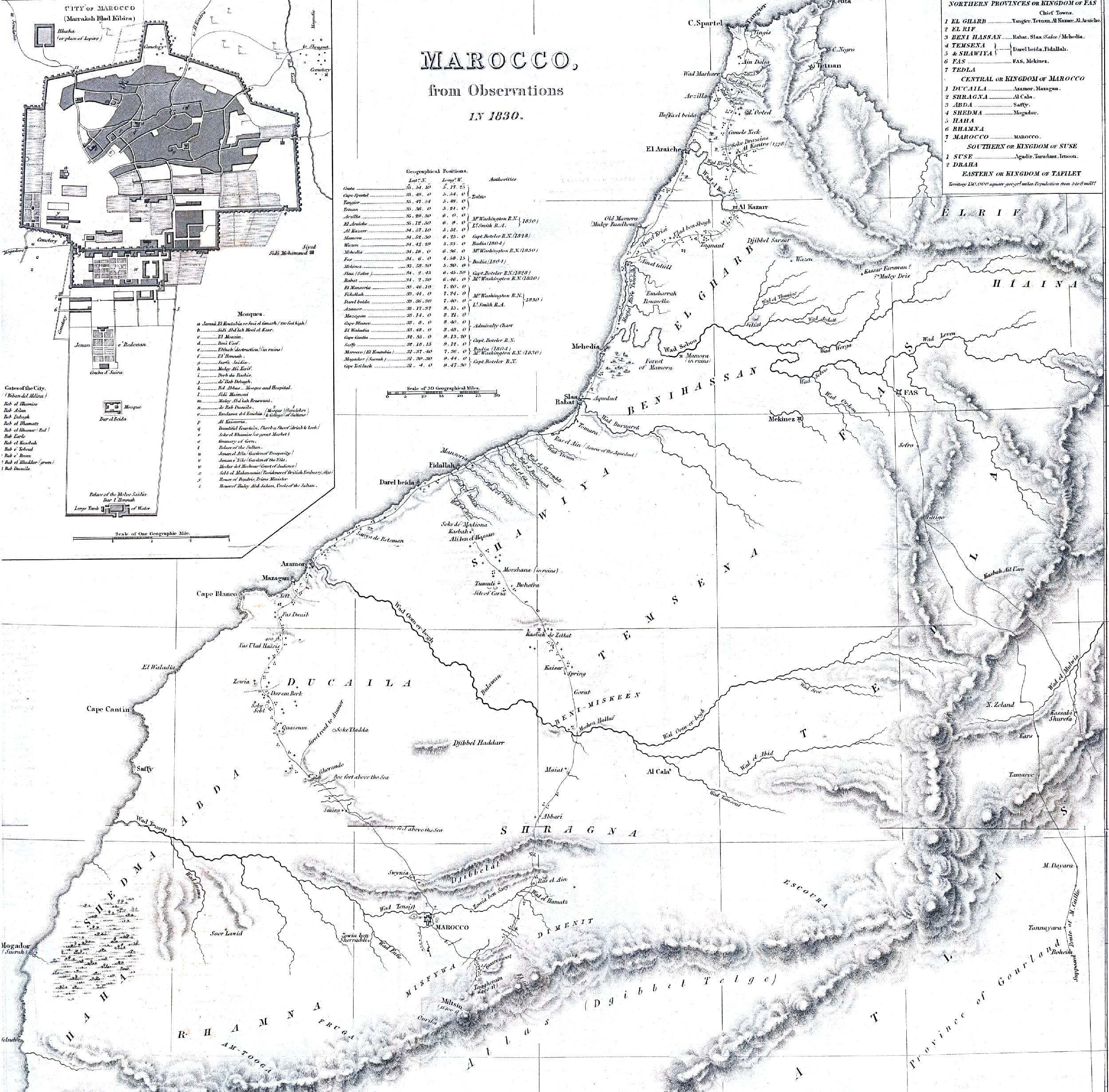
Carte du Maroc en 1830.

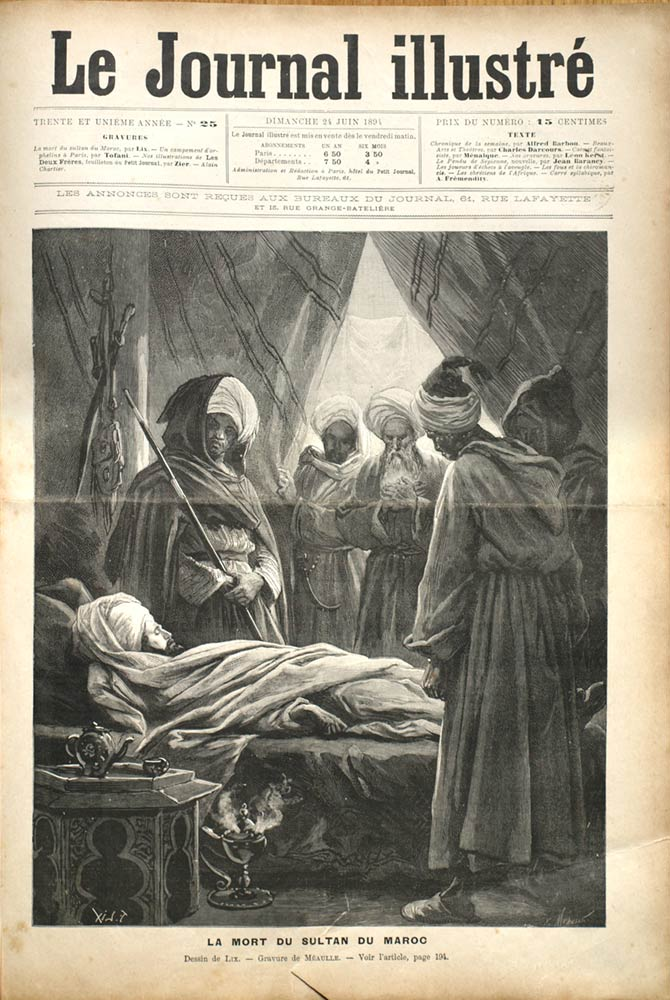
La mort de Hassan Ier allié des Zayanes, à la une du Journal illustré.

### Facteurs internes
Le sultan Moulay Hassan Ier 1873-1894 avait hérité de ses prédécesseurs un Maroc affaibli, son règne n’était pas aussi rayonnant, malgré ses expéditions de pacification contre les tribus en révolution, outre les tentatives de réforme qu’il avait entrepris sur le plan économique et militaire : réformes imposées par la France.
L’intégrité du Maroc est menacée, notamment après sa défaite devant la France en 1844 dans Bataille d'Isly à la frontière algéro-marocaine sous le règne du sultan Abd Al-Rahman et devant l'Espagne à Tétouan en 1860.
L'avènement du sultan Moulay Hassan (1873-1894), coïncidait avec la pénétration progressive des puissances européennes, qui cherchaient de trouver des débouchés pour liquider leurs surproductions industrielles, devant cette situation, Moulay Hassan essaye de jouer sur les contradictions des Européens mais en vain
Outre l’instauration par Moulay Abdelaziz d'un impôt sur les récoltes agricole connue sous Tartib (en remplacement de la zakat et l’achour) dans le cadre de la réforme fiscale pour renflouer les caisses marocaines vides, cette initiative imprudente était prise sur proposition du caïd Harry Mac-Lean, déclenche une fronde de tous les privilégies et surtout des Oulémas en 1902/1903. Depuis lors, le pays est en état d’apesanteur fiscale.
La proclamation du sultan Moulay Hafid en 1908 avec la complicité du Pacha Glaoui, avait abouti au conflit de succession avec Moulay Abdelaziz, responsable dans la débâcle marocaine qui a conduit, en 1912, à l’établissement du protectorat français au Maroc et du protectorat espagnol au Maroc, celui-ci sera évincé du pouvoir, sur ordre du conseil des Oulémas de Fès.Le Maroc se trouve donc avec deux sultans. Le jeu des alliances va être en faveur de Moulay Hafid, que les Zayans soutiendront jusque l'entrée en force de la France dans la scène politique marocaine, qui finit par imposer ses conditions sur le Maroc en signant le protocole du protectorat en 1912.

#### Pénétration étrangère
Dès la moitié du XVIIIe siècle, le Maroc fut contrant de signer un ensemble de traités avec les puissances européennes notamment avec la France, l'Espagne et la Grande-Bretagne qui concluent avec le Maroc le traité 1856 garantissant des droits à leurs ressortissants.Des avantages notoires accordés par conventions aux pays étrangers, devaient créer de nouveaux embarras au gouvernement marocain. 

La volonté de christianiser les populations berbères (considérées alors comme étant d'ascendance européenne) fut l'un des objectifs recherchés par la puissance coloniale française déjà installée en Algérie. Cette tâche exploratrice sera confiée aux divers services et aux orientalistes toutes disciplines confondues, à titre d’exemple : 

- Aymond de Molon[40] : Ce gentilhomme, d'une famille de la Bresse, vint au Maroc avec un compagnon en 1532 ; il arriva à Fez en mars-avril, se donnant pour un marchand et achetant des plumes de panache, mais on peut supposer qu'il avait quelque autre mission et devait, à tout le moins, l'apporter des renseignements sur le pays[41].
- Joseph Tissot (1801-1876) : est un diplomate et archéologue français, pionnier de l'exploration de l'Afrique du Nord, nommé ministre plénipotentiaire au Maroc en 1869.
- Eugène Edmond René Caillié : est un explorateur français, connu comme le premier Occidental à revenir de la ville de Tombouctou, au Mali et le Maroc[42] :
- Schickler, Fernand de (1835-1909) : Historien[43] et voyageur Français[44]
- René de Segonzac : explorateur, aventurier français auteur de Voyages au Maroc (1899-1901), Paris, A. Colin, 1903[45].Il organisa la première mission française d'exploration au Maroc[46].
- Oskar Lenz : Minéralogiste et voyageur Allemand[47].
- Le père Charles de Foucauld[48] (1858-1916) connu pour ses travaux d'exploration[49], qui serviront de base pour la conquête du Maroc (durant 12 mois Charles de Foucauld parcourt le Maroc avec aide de Mardochée Aby Serour, un rabbin juif connaissant profondément les rouages de la société marocaine, muni d'un cahier et d'un crayon). En 1885, Charles de Foucauld est en pleine rédaction du fameux livre Reconnaissance au Maroc[50], source considérable d'informations géographiques et ethnologiques où il décrit notamment les Zayanes et d'autres tribus, ce qui lui vaudra la médaille d'or de la Société de géographie de Paris.
- Julien Viaud, alias Pierre Loti : Écrivain aventurier qui a accompagné la conquête coloniale française, il est l’un des premiers occidentaux à avoir tenté de percer l’âme marocaine, sans anémité, ni jugement, il adhérer à l’idée d’une mission civilisatrice de la France[51].
- Eugène Delacroix[52] : 1838 chargé de mission diplomatique au Maroc[53].
- Eugène Étienne : un fervent de la colonisation du Maroc pour des raisons économiques, il représente le parti colonialiste Français[54].
- Le peintre Henrik August Ankarcrona (1831-1917) fut auparavant colonel dans l’armée suédoise puis entra au service de la France puis de l’armée espagnole au cours de la guerre hispano-marocaine de 1859-1860.

Tous ces travaux marquent la phase préparant la colonisation du Maroc au XXe siècle. Profitant de la faiblesse de l'autorité du makhzen des sultans Moulay Abdelaziz (1878-1943), et Moulay Hafid (1873-1937), et de l'anarchie politique et sociale (Siba), la France commença à exécuter le plan de mainmise coloniale élaboré par René de Segonzac : auteur au cœur de l'Atlas, mission au Maroc (1904-1905) et général Bugeaud, en invalidant successivement les clauses du traité du Traité de Lalla Maghnia (signé entre le Maroc et la France en 1845), qui délimitaient la frontière entre le Maroc et l'Algérie française de la Mer Méditerranée jusqu'à Figuig.

#### Situation interne

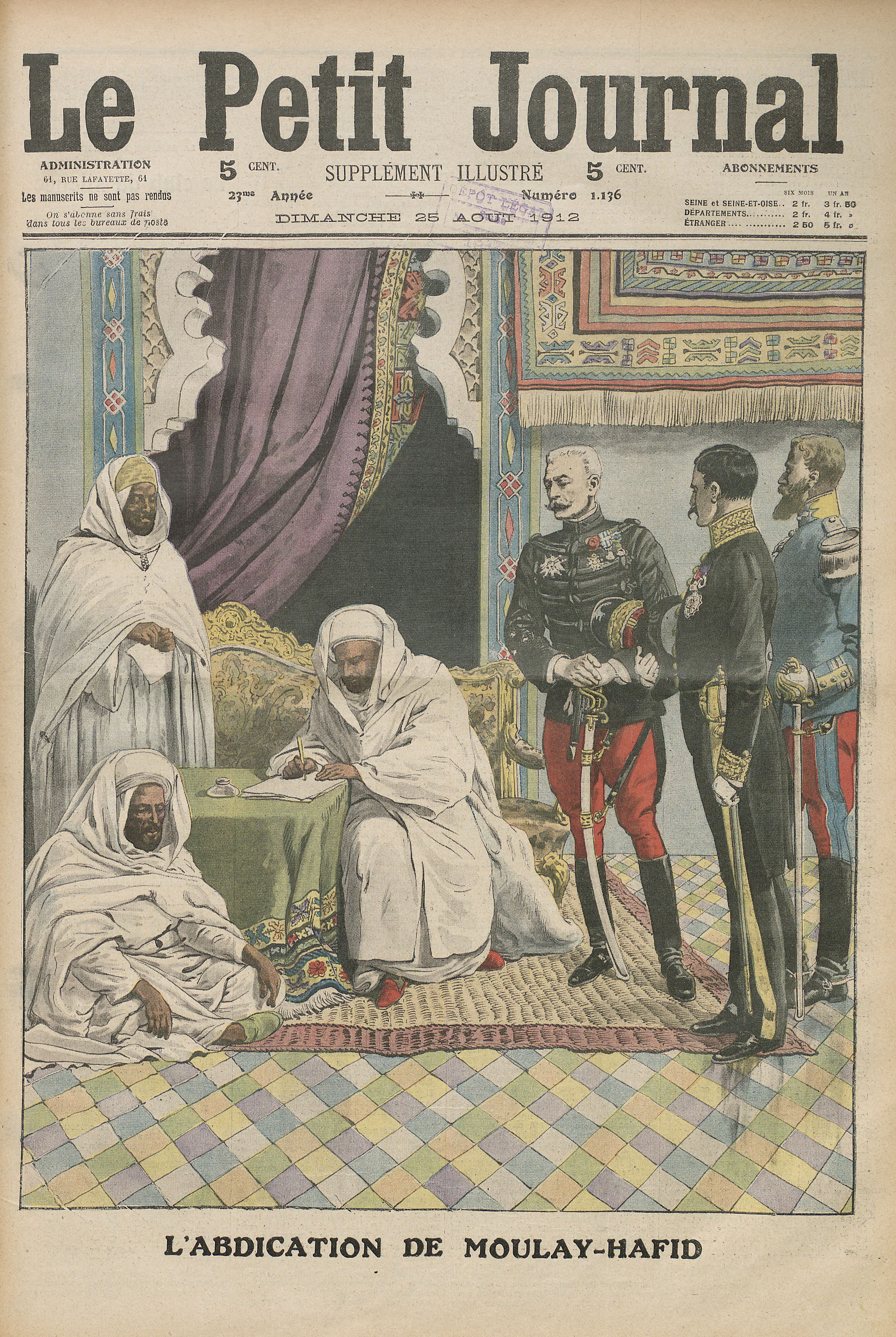
Son abdication illustrée par Le Petit Journal, Paris, no 1136, 25 août 1912.

- La Bataille d'Isly face à Bugeaud, en 1844 marquera le début du délabrement de l'Empire chérifien au profit de la colonisation française qui cherchait à dominer l'Afrique du Nord depuis sa possession algérienne. Après la défaite d'Isly, le Maroc signe le Traité de Tanger (1844).
- la perte de Tétouan, en 1860, au profit de l’armée espagnole, sonne le glas de l’inviolabilité du territoire marocain. La bataille de Tetouan dont les conséquences se résumaient en une lourde en une indemnité de guerre évaluée en près 100 millions de francs.
- Les finances marocaines asphyxiées par les dettes européennes.
- La prolifération des chefs locaux contestant le pouvoir du sultan, notamment Moulay Ahmed Raissouni gouverneur du pays Jbala et ami de l'Allemagne, en 1916 tentait de devenir sultan, prétendant être descendant des Idrissides[56], Ahmed al-Hiba fils de Ma El Aïnin, qui à Marrakech mena une insurrection, prétendant au trône du sultan. Il perd la ville en 1912 devant C.Mangin[57]; un autre élément perturbateur s'ajoute et accélèrera la chute du Maroc, il s'agit du Rogui Bou Hmara connu sous «l'homme à l'ânesse»[58], qui profita de l’absence d’institutions du Makhzen et s'insurgea en (1902-1909), il usurpa l’identité du fils ainé du sultan Moulay Hassan (Moulay Mhhammed)[59], en se proclamant sultan du Maroc; avec la complicité discrète de l’Espagne et la France, il fut capturé le 9 août 1909 et mis en cage puis jeté aux lions à Fès.L’illumination du Rougui n'avait pas apaisé la situation socio-politique du Maroc[60].

Les manipulations politiques du régent Ahmed ben Moussa (Bahmad), qui tint le pouvoir et se nomma Grand vizir, à la suite du décès imprévu de Moulay Hassan Ier 1894 à Tadla; Moulay Abdel Aziz, fils du Sultan Moulay Hassan Ier lui succédera sur le trône à l'âge de 13 ans.
Mouha Ou Hammou, malgré ses alliances avec les sultans (Moulay (Hassan, Abdelaziz, Hafid), l'intervention colonial précipite le dénouement de l'amitié envers les sultans, une occasion longtemps attendue, qui se confirme par la réponse de Mouha Ou Hammou en 1907 adressée au palais de Rabat refusant l'autorisation au sultan Moulay Hafid de transiter à travers le territoire Zayan pour regagner la ville de Fès ; sous prétexte que Zayani reconnaît seulement l'autorité de Moulay Abdelaziz : celui-ci est détrôné le 4 janvier 1908 par son frère Hafid, aidé par le pacha de Marrakech Thami El Glaoui.

En 1908, La situation politique au Marocdevient de plus en plus inquiétante à la suite de la lutte intestine pour le pouvoir entre les deux frères (Moulay Abdelaziz et Hafid Moulay). Le sultan Moulay Hafid finit par s’imposer en tant que sultan, à noter que la France reste neutre dans ce conflit fratricide. Le règne de Moulay Hafid dure peu de temps : pour n'avoir pas pu rétablir l'ordre et en 1911, il est assiégé à Fès par les tribus berbères voisines, l'intervention du général Moinier le libère. Le 12 août 1912 il abdique en faveur de son frère Moulay Youssef, après la signature du protocole du protectorat avec la France.

### Facteurs externes
Le Maroc étant le dernier pays aux portes de l'Europe non colonisé, sa position géostratégique fait du Maroc une zone de rivalité européenne ce qui aboutira à une crise internationale, opposant les puissances européennes au sujet de la colonisation du Maroc. Cette crise fut marquée par deux événements, le 31 mars 1905, lors de Crise de Tanger, Guillaume II soutint le Maroc contre la France à Tanger, en 1906 et le Coup d'Agadir en 1911. Les puissances coloniales (espagnol, britannique, française, allemand, italienne...), finiront par trouver une solution de la crise marocaine dans La conférence internationale d'Algésiras sur le Maroc, qui se déroule du 16 janvier au 7 avril 1906, est un succès pour la France et démontre l'isolement diplomatique de l'Allemagne.
Devant les impératifs de la guerre la France contrainte d'abandonner la conquête du Maroc, le général Lyautey (résident général du protectorat français au Maroc en 1912), imposa alors à Paris une décision audacieuse devant l'assemblée nationale de maintenir le projet de pacification du Maroc : « Je donnerai tout ce que l'on me demandera et je garderai ici tout le Maroc conquis (…) comme un réservoir où je puiserai pour alimenter sans cesse nos forces en Europe (…) », contrairement aux directives du ministère des affaires étrangères qui stipule l’abandon de la pacification du Maroc au profit de l’engagement de la France dans la première guerre mondiale (1914).

### Politique du Makhzen

#### La lutte contre les Zaouias
Le succès de l'expérience wahhabite a coïncidé avec le règne de trois monarques, en l'occurrence Mohammed ben Abdallah (1757-1790), Moulay Yazid (1790-1792) et Moulay Slimane (1792-1822). Celui-ci est connu pour sa fermeté contre les Zaouïas ; il avait subi l'influence des Oulémas salafistes wahabis notamment (Abou Chouaïb Doukkali et Mohammed Belarbi Alaoui) Université Al Quaraouiyine (Fès). L'instrumentalisation politique de l'idéologie wahabie et de son utilisation face aux au zaouïasentre officiellement sur la scène politique marocaine. Contre les Zaouïas et le maraboutisme considérés comme charlatanisme, prohibé par la religion de l'islam, il est donc impératif d'instaurer des réformes afin de mettre fin à cette pratique et par conséquent de combattre et d'éloigner les marabouts de la scène politique. Les tribus amazighes voyaient dans ces réformes une menace qui pourrait mettre en jeu leur existence et leur intérêt, la riposte des tribus berbères aboutira à la défaite des troupes du Makhzen dans bataille de Lenda (1818) des canons pris à la mehalla de Moulay Slimane avaient abouti à Tounfite. Toujours dans le cadre de la politique contre les Zaouia, en 1888 le sultan avait perdu son cousin le Chérif Moulay Serour à Aghbala des Ait Soukhmanes un des firfs des Imhaouchens

#### Alliance du sultan Moulay HassanIeravec les Zayans
Les Zayans sont l’ennemi historique des Ait Soukhmane et des Ichkerns, qui sont des tribus voisines appartenant à la même confédération des Ait Oumalou (du Maroc), ils sont en perpétuelle guerre sur les zones vitales (points d'eau, les pâturages et la route qui contrôle l’accès vers Tafilalet. L'alliance de Mouha ou Hammou avec le sultan Moulay Hassan ben Mohammed (futur Hassan Ier) est basée sur l’intérêt mutuel : le sultan avait envoyé une expédition militaire pour soutenir les Zayans contre les tribus rivales (Ait Soukhmane et Ichkerns). Outre l'approvisionnent en armement moderne, cette alliance stratégique aboutit à la présence du Makhzen à Khénifra et est couronnée par la visite du sultan Hassan Ier à Adekhssal en 1887. Le pouvoir de Mouha ou Hammou Zayani s'affirme ainsi sur les tribus Zayanes et une grande partie du Moyen Atlas central.
Les relations avec les sultans alaouites s'intensifient et seront consolidées notamment avec les sultans Moulay Abdelaziz, (que Mouha Ou Hammou a reconnu dès la mort du sultan Moulay Hassan en 1894) et Moulay Abdelhafid qui épouse sa fille Rabaha. Mais ce pacte d'amitié avec le Makhzen s'achève par une rupture à la suite de l'intervention coloniale.

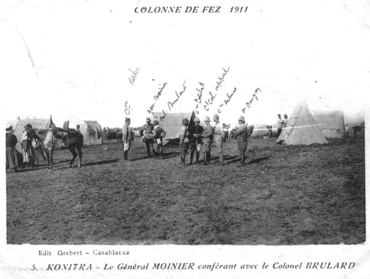
Colonne de Fez conduite par le général Moinier.

## Les interventions du contingent Zayan
La conquête de Khénifra étant l'objectif prioritaire de Lyautey, en juin 1914, il donn l'ordre d'investir la Casbah de Khénifra malgré les difficultés du terrain et la ténacité guerrière des Zayans, selon le témoignage général Augustin Guillaume : Ce qui fait la force des Zaïans, "c’est moins leur nombre que leur potentiel militaire fondé sur leur valeur guerrière, leur cohésion, leur discipline, et sur l’importance de leur cavalerie, qui compte plus de 2 500 hommes, aguerrie, remarquable par sa mobilité (...).La prise de Khénifra en juin 1914 va restreindre les interventions militaires des Zayans en dehors de Khénifra et se limiteront jusqu'en 1920 par des actions de guérilla sporadique sans issue.

### En dehors de Khénifra
Le sultan Moulay Hassan Ier était l'allié privilégié de Mouha Ou Hammou, mais la mort du sultan en 1894 dans des circonstances suspectes et la prise du pouvoir par le régent de Moulay Abdelaziz âgé alors de 13 ans avait envenimé la relation entre le sultan et Mouha Ou Hammou. Le tout puissant régent Ahmed Ben Moussa hostile aux Zayans, exerça son influence sur le jeune sultan afin de rompre le pacte d'alliance avec les Zayans, qui à leur tour vont prendre leur distance vis à vis du Makhzen, en faveur de leur indépendance tant attendue car le contingent Zayan se sentait maitre d'une grande partie du Moyen Atlas, Mouha Ou Hammou s'engagea dans des alliances contradictoires sans issue. L'entrée en jeu de la France dans les affaires du Maroc, va mettre fin aux rêves indépendantiste des Zayans :
- en 1894, Mouha Ou Hammou reconnaissait l’autorité du nouveau sultan Moulay Abdelaziz et à la suite des manifestations hostiles à l'investiture du sultan Moulay Abdelaziz, le contingent Zayan intervient à Fès et Meknès, où il déploie 3 000 cavaliers pour maintenir l'ordre[78] ;
- jusqu'en 1907 Mouha Ou Hammou reconnait toujours l'autorité de Moulay Abdelaziz, lors d'une correspondance avec Moulay Hafid, Mouha Ou Hammou lui refusa de passer à travers le territoire Zayan[79] ;
- 1908 Mouha Ou Hammou, sollicité par le sultan Moulay Hafid pour intervenir contre son frère Moulay Abdelaziz lors de sa marche sur Fès en 1908[80] ;
- ont débuté après l'occupation d'Oujda et de Casablanca en (1907) ou encore depuis la destitution du sultan Moulay Abdel Hafid, mari de sa fille, avait déclaré une guerre sainte contre la France et les tribus pro coloniale et intensifia les attaques de harcèlement contre les convois militaires ;
- le sultan Moulay Hafid demandait au Zayani d’intervenir auprès des tribus du Gharb et Chérarda afin de reconnaitre son autorité en tant que sultan du Maroc[81] ;
- Moulay Hafid en difficulté contre son frère Abdelaziz, demanda au Zayani de lui aménager un refuge dans le contrefort du Moyen Atlas en d’échec[82] ;
- en août 1908 contre la Mahalla de qui avait bloqué le mouvement du Pacha Glaoui et Si Aissa ben Omar[83] caïd des tribus Abda de 1894 à 1924, qui gouvernait (la région de Abda-Doukkala) en route de Fès vers Marrakech, une action qui entre dans le cadre du soutien au sultan Moulay Hafid qui est le beau père du Zayani[84] ;
- le contingent Zayan avait combattu pour le compte du sultan Moulay Abdelaziz contre Rogui Bou Hmara à Taza en 1909 ;
- contre le général Drude et Albert d'Amade à la Chaouia[85] autour de Casablanca (1908)[86] ;
- contre le commandant Aubert Frère à Tadla juin 1910 ;
- contre le mouvement français sous le commandement du général Charles Émile Moinier à Fèz (1911)[87] ;
- participation au blocus de Fès en 1912, le général Lyautey demande des renforts pour libérer la ville[88] ;
- mena une propagande contre le sultan Moulay Hafid à la suite des agitations à la frontière Algéro-marocaine[89] ;
- la bataille de Tafoudeit[90] en avril 1912, dans le pays Zemmour[91] ;
- la bataille Agouray dans la région de Garouane au sud de Meknès ;
- la bataille de Zhiliga au Zaer mai 1912, en alliance avec les tribus de Zaer et de Zemmour, Harkass stationnée à Grou[92] ;
- la bataille d’Ifrane à Sidi Abdeslam dans le territoire des tribus Beni Mtir juin 1912 ;
- contre le colonel Mangin[93] Bataille de Ouargous à Oued Zem (1913). On signale d'importantes pertes du côté Zayane et 7 morts, 13 blessés du côté de la France et en mars 1913 contre la colonne de Tadla[94], les Zayanes sont chassés au-delà de l'oued Grou (affluent de Bouregreg) près d'Aguelmous[95].

Le colonel Charles Mangin et ses collaborateurs comme le colonel de Gueydon de Dives avaient joué un rôle déterminant dans la victoire de la France contre les tribus de la Chaouia en passant par Tadla jusque Khénifra, les méthodes employées ont été qualifiées de cruelle envers les populations rebelles (représailles massives, femmes et enfants pris en otages, villages rasés, et des ruses de guerre abominables, tels ces pains de sucre bourrés d'explosif distribués dans les zones rebelles)L’effectif militaire déployé était dé 125 officies, 3 112 fantassins, 278 cavaliers... 

À la fin du mois de novembre 1914, à la suite de la défaite d'Elhri, le général Lyautey adressa un télégramme au gouvernement de Paris expliquant la situation sur l'affaire de Khénifra connue par les historiens sous la bataille d'Elhri.

### À Khénifra

#### Prise de Khénifra
L’accès à khénifra se révèle une tâche difficile pour les différentes formations militaires et ce pour deux raisons majeures, le terrain en grande partie montagneux et la ténacité guerrière de la tribu Zayane.
Au prix d'un grand effort, khénifra est sous l’étau des colonnes militaires venues d'Oujda au nord sous le commandement du général Baumgarten et le général Gouraud de Fès, une opération de grande importance stratégique se réalisa le 17 mai 1914 ce qui permet au général Henrys d'occuper Khénifra en juin 1914, grâce à cette jonctionentre Taza au nord et Khénifra au sud, le but escompté par l'état major du général Lyautey est atteint. L’occupation de la capitale Zayane est réalisée, mais la lutte sporadiquecontre les convois militaire jusqu’en 1920 ne permet pas de chasser l'assaillant.

#### La bataille d'Elhri
Cette bataille est alors connue dans le jargon militaire de l’époque sous l'affaire de Khénifra.

Prisonniers Zayans en juillet 1914, après la prise de Khénifra en juin 1914

Des combats atroces aux environs se déroulèrent avant la prise de Khénifra en (1914), la bataille d'Elhri marquera un nouvel épisode dans le processus colonial du Maroc, le 13 novembre 1914 où la colonne française (1 273 militaires) sous le commandement du colonel Laverdure, qui avait pris l'initiative folle de prendre d'assaut le campement de Mouha ou Hammou à 15 km de Khénifra, contrairement aux directives et les ordres du maréchal Lyautey qui voulait gagner la confiance des Zayans, cette intervention fut une surprise inattendue, la revanche contre l'assaillant ne tardera pas à prendre effet, ripostant immédiatement avec l'aide des berbères confédérés. Des milliers de cavaliers faiblement armés s'opposèrent farouchement malgré l'avantage technologique des légionnaires : déploiement de canons, de fusils mitrailleurs. La défaite des envahisseurs était au rendez-vous, selon la littérature française plus de 600 morts.
Du côté des Amazighs, on ignore le nombre des morts : selon des témoins, une dizaine de morts dans chaque tribu. La participation massive des confédérations amazighes unies autour d'un seul chef en la personne de Mouha ou hammou se réalise pour la première fois. Les services secrets du Reich Prussien de Guillaume II sont présents aux côtés des Marocains, avec la bénédiction du sultan; rivalité coloniale oblige (La crise franco-allemande pour la domination du Maroc), opérant à partir de Tanger, qui représente à cette époque un centre important pour les espions.
Malgré cette résistance, Khénifra est définitivement dominée par le colonialiste déguisé en pacificateur. L'intrigue française prend effet : par la division des Zayanes, d'une part les anti-colonialistes, contraints de quitter les territoires conquis, les terres des insoumis sont spoliées au profit des caïds, d'autre part les pro-colonialistes au sein même de la famille de Mouha ou Hammou : son fils Hassan est nommé Pacha sur les Zayanes après sa soumission au général Poeymirau le 2 juin 1920, il devient ainsi grand propriétaire terrien (50 000 hectares de terre appartenant à la jemaa) ce qui déséquilibre la structure sociale des tribus Amazighes attachées profondément à leurs terres qui détermine leurs espace vital pour leurs troupeaux et l'essence de leur existence étant donné que les tribus sont des nomades à la recherche des pâturages qui par principe appartiennent à la collectivité (terre Jemaa), ce système de pastoralisme bien structuré renforce les liens entre les membres de la tribu, à chacun ses attributions. On assiste donc à l'effritement de l'ancien modèle social.
Malgré l'attitude modérée du résident Lyautey envers les populations rurales, il ne veut pas répéter ce qui a été produit en Algérie, contrairement à ses prédécesseurs comme le résident, général Théodore Steeg qui a adopté une politique en faveur des colons. Voyant leurs terres exploitées par les colons dont le nombre ne cesse de s'accroître, les Amazighs continuent le combat au nord à Anoual au Rif(1921), à Tazizaoute (Tazizawt), dernier bastion de la rébellion berbère (1932) menée par Sidi El Mekki Amhaouch qui se distingue héroïquement à la bataille de Tazizaoute et enfin par Assou Oubasslam à la bataille de Bougafer.

## Rébellion amazighe

Carte indiquant les mouvements des Zayanes dans les montagnes du Moyen Atlas et le Haut du Maroc.

Les interventions du chef des Zayanes Mouha Ou Hammou Zayani et d'autres foyers résurrectionnels comme celui de Sidi Ali Amhaouch, sans jamais constituer une vraie menace pour les troupes coloniales, malgré la participation au côté de ses alliés à El Ksiba et en dehors du Moyen Atlas. Les Zayanes sont pris en tenaille par l'avancée des troupes stationnées à Tadla et à Bejaâd (Boujaad) commandées par le Général Charles Mangin et des colonnes venues de Taza sous le commandement du général Baumgarten, de Meknès sous le commandement du Général Henrys (le premier officier français au Maroc à recevoir la Croix de Guerre 1914-1918). Cette opération s'inscrit dans le cadre stratégique de jonction des deux Maroc, du nord et du sud. Après la soumission de la plupart des tribus limitrophes du pays zayane, Mouha Ou Hammou s'isole dans les montagnes sans approvisionnement en nourriture ni en armes jusqu'au moment opportun (1920), où la prise de Khénifra se fait définitive, après un massacre des populations par l'aviation coloniale, malgré le soutien discret des Allemands et des Espagnols contre la France, qui cesse en 1917. La France n'a pu soumettre la totalité du territoire marocain avant 1934. La bataille de Bougafer étant le dernier épisode de pacification du Maroc, ce bastion de la rébellion amazighe est écrasé. La résistance des Aït Atta menée par les frères Oubasslam tient bon pendant deux mois contre l'armée française, sous le commandement du général Noël Garnier-Duplessix (en) (1873-1949) qui décide de mettre fin à la question de Saghro, où les Aït Atta subissent un massacre par encerclement, pilonnage, bombardement par l'aviation basée à Ouarzazate, le 25 mars 1933. Assou Oubasslam capitule. Malgré la supériorité militaire des légionnaires, la France a subi de lourdes pertes, l'invincible Henri de Bournazel y trouve la mort. Le dernier guerrier du Haut Atlas, Zaïd Ou Hmade Ou Hsaïne Ou Skounti de la tribu des Aït Merghade, meurt le 10 juillet 1943.
Le général Antoine Huré (1873-1949) inspecteur général des troupes de l'Afrique du nord, s’emparait de la région comprise entre le Haut Atlas et l’Anti-Atlas, occupait Ksar-es-Souk, Erfoud, Ouarzazate et Zagora.

## Fin d'une aventure

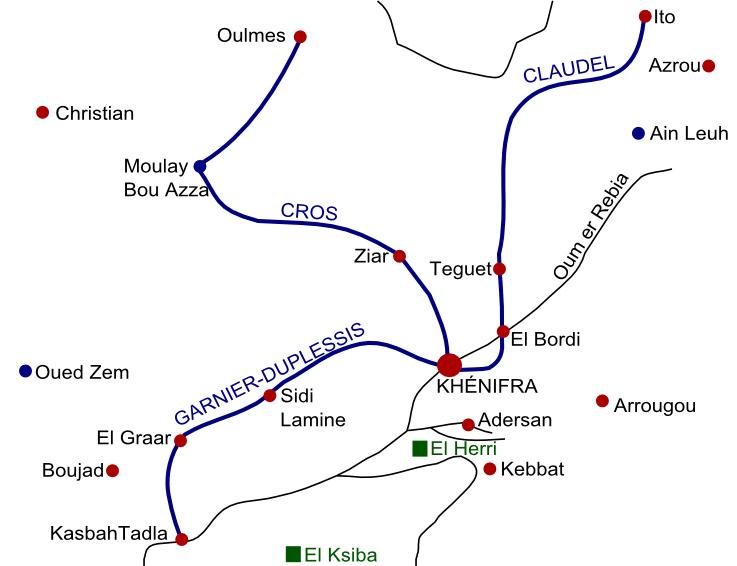
Mouvement des colonnes marchant sur Khénifra après la bataille d'Ehri le 13 novembre 1914

Mouha Ou Hammou Zayani n'a jamais voulu négocier avec les forces coloniales. Par conséquent il insista durant toute son existence pour ne pas être vu par les Français même après sa mort (le 27 mars 1921). Sa sépulture fut mise en terre initialement tout près de la source Arougou (15 km de Khénifra) avant d'être transportée de nuit à travers les forêts montagneuses vers la vallée de Tamelakte à plus de 35 km de là. Les Français eurent beau chercher la dépouille de Mouha Ou Hammou Zayani en vain, ils n'ont jamais pu voir son visage selon la : revue mensuelle illustrée : "puis" organe du Comité…, il était le seul chef résistant qui périt lors d’une attaque à laquelle il était venu assister en spectateur malgré son âge avancé, ses fils ont participé dans le camp adverse sous le commandement de Poeymirau, du colonel Henry Freydenberg (1876 – 1975) et du général Jean Théveney (en)(1866-1960), surtout du général Jean Jacques de Butler (1893-1984) qui avait mené les opérations de ratissage à Khénifra mettant ainsi la fin au mouvement de la résistance des Zayans.
La mort de Mouha Ou Hammou mettra fin au rêve des Zayanes et au projet indépendantiste, après sept ans de lutte armée. La politique de division au sein de la même tribu voire la même famille le cas des Imahzanes, avait apporté ses fruits escomptés. À noter que Mouha Ou Hammou a été trahi par ses fils (Hassan, Bouazza, Amahrok, son neveu Oul Aidi) et une grande partie de la tribu Zayane soumise. Un poème anonyme l'atteste : 
Que vaut Hassan et que vaut Baadi ?

Que vaut l'homme qui a tué son père ?

Selon l'article de la "Revue mensuelle illustrée" publiée en 1921 relatif à la mort de cette personnalité mythique : « Mouha Ou Hammou est mort : « toute la montagne retentit des lamentations de ses trente femmes, de ses cinquante enfants et de ses guerriers. Le vieux lion est mort »

### Fin de la pacification du Maroc
Durant la période de pacification du Maroc la France avait bien réussi à contenir les foyers insurrectionnels par isolement successif, à commencer par Ahmed al-Hiba (1876 - 1919) (fils de Ma El Aïnin), qui marcha sur Marrakech à la tête de 10 000 rebelles et se proclama sultan le 12 août 1912, mais fut battu le 6 septembre 1912 par Charles Mangin à Sidi Bou Othmane (au nord et à 32 km de Marrakech) et se réfugia à Taroudante. Outre une succession de soumission de chefs Amazighes à savoir celle Mohand N'Hamoucha des béni M'tir, de Mouha Ou Saïd Ouirra (Elkssiba), du fils de Mouha Ou Hammou Hassan Ould Mouha Ou Hammou Zayani en 1920, de Sidi Rehou des Aït Seghrouchen lors de la bataille du Tichoukte : (Privés de ravitaillement, les Aït Serghrouchen se sont rendus, dans le Tichoukte, outre les derniers résistants dont Sidi El Mekki Amhaouch après sa défaite à Tazizaoute et sa soumission au Caïd Amahrok Ould Mouha Ou Hammou Zayani, enfin ces mouvements de résistance se termineront par la soumission des frères Oubasslam en 1934 aussi avec Zaïd Ou Hmad dit « Ou Skounti » dans la bataille de Badou en 1936…
Aussi la fin du rêve d'Abd el-Krim, le 27 mai 1926 le général Henri Giraud reçoit la reddition de ce guerrier rifain indépendantiste.
Ont participé à ces faits de guerre un grand nombre d'officiers célèbres dont : Henri de Bournazel, de Lattre de Tassigny, Aage de Danemark, De Loustal, Poeymireau, Gouraud(...).

Tous les chefs rebelles de l'Atlas et du Rif (sous le commandement d'Abdelkrim el-Khattabi) ont été battus, faute d'avoir agi en tant qu'entité solidaire avec une vision politique globale mettant l’intérêt national avant toute autre considération, dans le but de faire face au colonialisme français dans un cadre national, toutes les opérations militaires revêtaient un caractère purement local, sporadique et « para-national », sans issue.

### La résistance Amazighe à travers La poésie
La poésie amazighe, expression des sentiments et de la cosmogonie des Imazighen, est omniprésente dans les différentes manifestations et activités des hommes et des femmes amazighes, elle accompagne l'individu tout le long de sa vie : naissance, mariage, cueillette, tissage, moisson, fêtes, rites et guerres sont les thèmes traités dans la poésie des Amzighes par l'Amdyaz.

Exemple extrait du Livre Mémorial Henri Basset. Nouvelles études nord-africaines :

## Vie privée
Parmi la descendance de Mouha ou Hammou avec différentes épouses :
Mahbouba Ait Ihend, il l'épousa à l'époque ou il n'était encore que l’amghar d'une petite peuplade de zaines, le couple divorça vers 1894. Ils eurent notamment comme fille :
- Rabaha bint Mouha ou Hammou Zayani (née en 1882)[123], elle épousa le sultan Moulay Abdelhafid en 1907 ;

Une berbère nommée Ytto. Le couple eut notamment pour fils :
- Haoussa ould Mouha ou Hammou Zayani ;

Une berbère nommée Hennou. Le couple eut notamment pour fils :
- Hassan ould Mouha ou Hammou Zayani, il est le père de la princesse Lalla Latifa, l'épouse du roi Hassan II et la mère du roi Mohammed VI ;
- Ali ould Mouha ou Hammou Zayani[125] ;

Une berbère nommée Mimouna. Le couple eut notamment pour fils :
- Bouazza ould Mouha ou Hammou Zayani ;
- Haddou ould Mouha ou Hammou Zayani ;

Une femme native de Fès, surnommée la Fassiya. Le couple eut notamment pour fils :
- Miami ould el-Fassia ;

« el-Mahouchia » bint Sidi M'barek ben Mohammed, fut également une de ses épouses.
Il eut également d'autres enfants :
- Ytto el Zayyania[127] ;
- Amahrok ould Mouha ou Hammou Zayani.

## Galerie photo

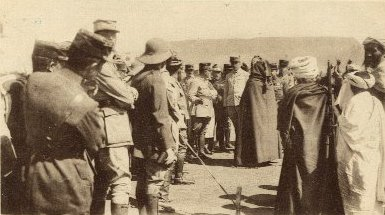
Soumission du pacha Hassan au général Poemyrau (1920).
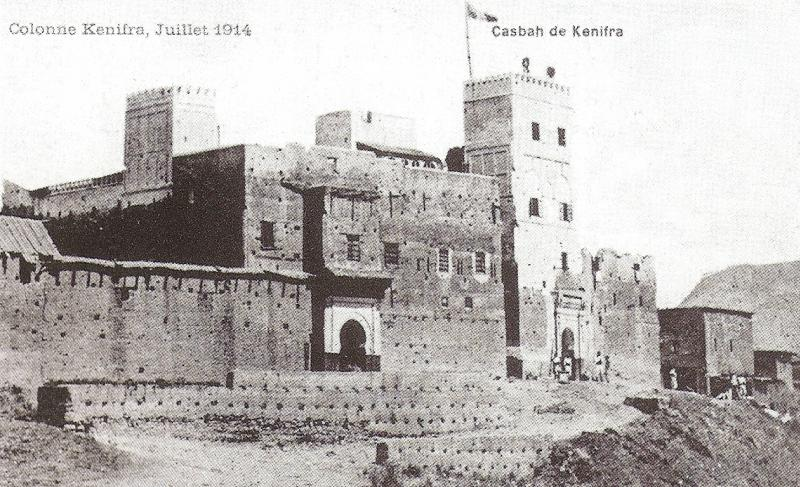
Le Q.G de Mouha Ou Hammou Zayani à Khenifra, quelques mois avant l’attaque d’Elheri.
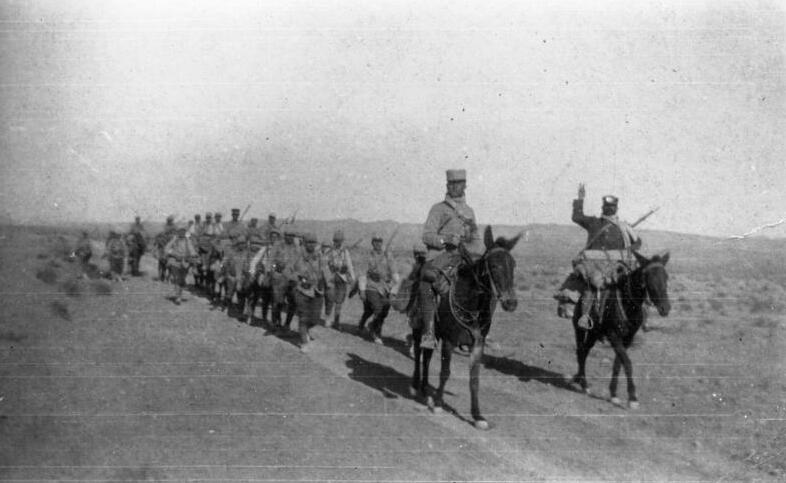
Troupes françaises de la Légion étrangère au Maroc.